# 奇異雙線䲁
奇異雙線䲁（學名：Enneapterygius mirabilis），為輻鰭魚綱䲁形目三鰭䲁科雙線䲁屬的一個種，分布於西南太平洋巴布亞紐幾內亞及澳洲北部海域，深度8至37公尺，本魚體型小呈圓柱狀，眼眶上具有觸鬚，頸背無觸鬚，身體呈半透明，具有許多紅色素點，及白色不規則斑，尾鰭及頭部淡紅色，背鰭3個，背鰭硬棘13-16枚、背鰭軟條8-11枚、臀鰭硬棘1枚、臀鰭軟條16-20枚，體長可達2.7公分，棲息在外海礁坡，以小型無脊椎動物為食，雌魚產附著性卵在藻類築的巢，雄魚會守護卵，幼魚為浮游性，生活習性不明。